# Physical

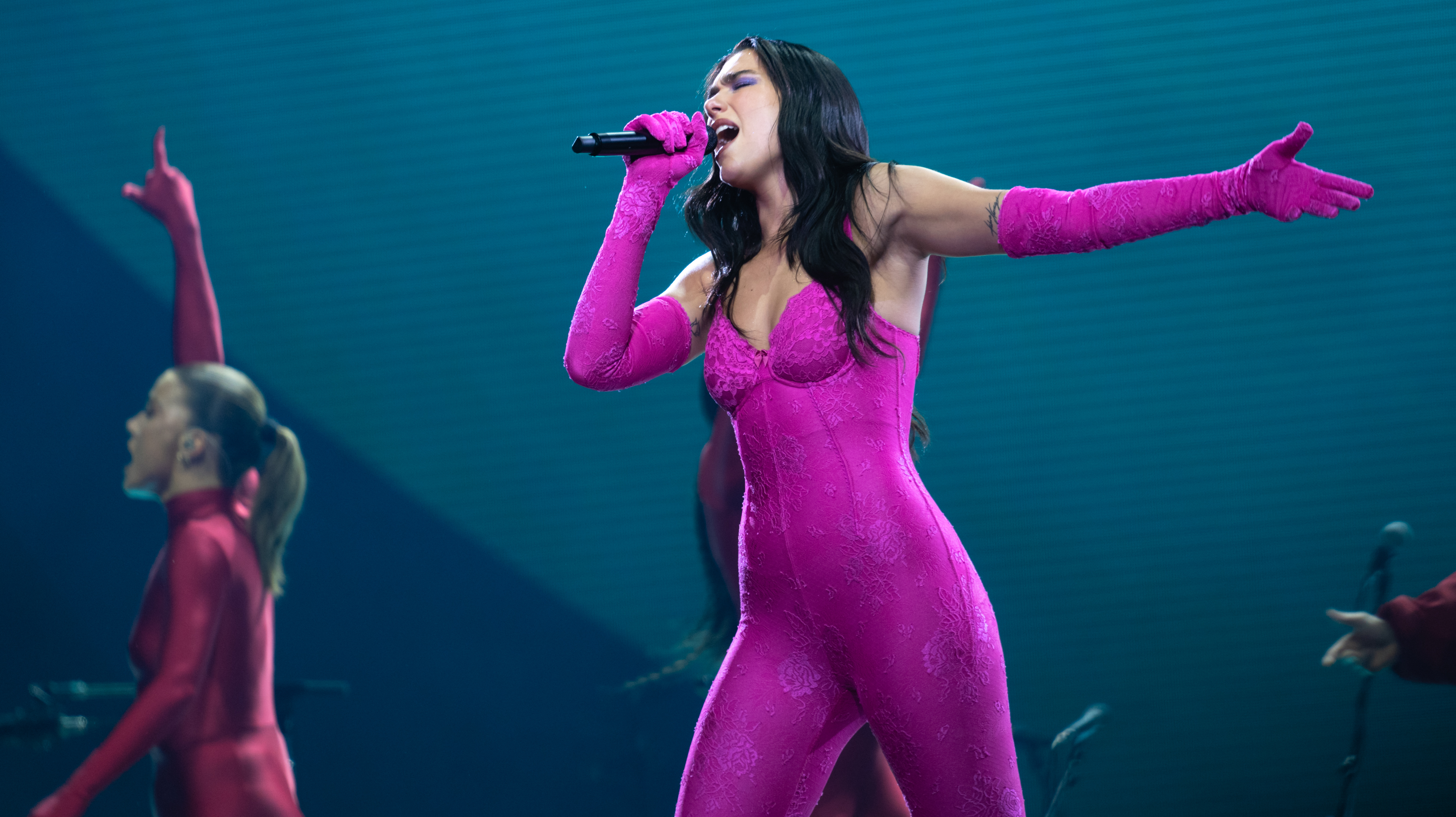
Lipa zingt "Physical" tijdens de Future Nostalgia Tour in 2022.

"Physical" is een nummer van de Britse zangeres Dua Lipa. Het werd uitgebracht als de tweede single van haar tweede studioalbum, Future Nostalgia (2020). Het nummer is geschreven door Sarah Hudson, Clarence Coffee Jr, Jason Evigan en Lipa. Het werd uitgebracht op 31 januari 2020 via Warner Records op de digitale platforms. Het nummer bevat stukjes uit de teksten van een single uit 1981 met dezelfde titel van Olivia Newton-John. "Physical" is een synth-popnummer met invloeden van de jaren 80 en technomuziek. De single haalde in vele landen hoge noteringen. In België kreeg Dua Lipa een gouden plaat, haar negende single die deze status kreeg. Later kwam daar platina bij. 
De bijbehorende videoclip voor "Physical" ging op dezelfde dag in première via Lipa's officiële YouTube- kanaal. Het werd geregisseerd door Lope Serrano. In de videoclip danst de zangeres met andere dansers in een set, met verschillende kleurgecodeerde secties en geanimeerde visuele effecten.

## Achtergrond
Op 20 januari 2020 publiceerde Lipa de eerste teasers van "Physical" op sociale media, inclusief tweets als "nog een dag dichterbij". Foto's van de videoclip werden de volgende dagen gepost, met bijhorende songtekst. De officiële artwork en releasedatum voor "Physical" werden op 24 januari aangekondigd. De hoes toont Dua Lipa in een lange zwarte jurk met hoge laarzen, beiden voorzien van een gouden dieren print.

## Videoclip
De muziekvideo werd uitgebracht op 31 januari 2020 met verschillende trailers voorafgaand aan de videopremière. De clip werd geregisseerd door Lope Serrano. De video weergeeft Lipa dansend in een gigantische hangar gevuld met verscheidene videosets en dansers in kleurrijke outfits. Het is de eerste videoclip van de zangeres die invloeden ontleent vanuit de animewereld. Verwijzingen naar dieren worden gemaakt door het gebruik van de woorden kangaroo, fish en hot dog. De zangeres draagt een naveltruitje ontworpen door Helmut Lang met een kleurrijke jeans. Beide kledingstukken veranderen de hele video door van kleur. De video eindigt met de zangeres die een zwarte jurk draagt van Yves Saint Laurent, met alle dansers rond haar. 
De videoclip haalde eind april 2020 de kaap van 100 miljoen kijkers. Dit was Dua's twaalfde videoclip die deze kaap bereikte. De videoclip kreeg een MTV Video Music Award voor Beste Visuele effecten, daarnaast werden er ook nominaties binnengehaald voor de choreografie en de visuele creatie.

## Awards en nominaties
Het nummer werd genomineerd voor verschillende awards. Een overzicht van de belangrijkste awards en nominaties:
| Jaar | Awards                 | Categorie                         | Resultaat   |
| ---- | ---------------------- | --------------------------------- | ----------- |
| 2020 | Los40 Music Awards     | Best International Music Video    | Genomineerd |
| 2020 | MTV Video Music Awards | Best Visual effects               | Gewonnen    |
| 2020 | OGAE Song Contest      | Song Contest Awards               | Gewonnen    |
| 2020 | UK Music Video Awards  | Best Pop Video - UK               | Genomineerd |
| 2020 | UK Music Video Awards  | Best Production Design in a Video | Genomineerd |
| 2021 | Brit Awards            | British Single of the Year        | Genomineerd |

## Live performances
Lipa zong Physical voor het eerst op 29 februari 2020, tijdens Mardi Gras, een pride festival in Sydney. Tijdens de Future Nostalgia Tour was een uitgebreide versie van Physical steevast het introlied tijdens elk concert.

## Hitlijsten

### VlaamseUltratop 50[1]
| Positie: | 32 | 21 | 24 | 22 | 16 | 12 | 16 | 8  | 3  | 8  | 4  | 5  | 7  | 9  | 9  | 12  |
| Week:    | 17 | 18 | 19 | 20 | 21 | 22 | 23 | 24 | 25 | 26 | 27 | 28 | 29 | 30 | 31 |     |
| Positie: | 14 | 18 | 25 | 22 | 28 | 28 | 27 | 28 | 25 | 37 | 33 | 40 | 50 | 46 | 44 | uit |

### NederlandseSingle Top 100[7]
| Positie: | 57 | 32 | 33 | 29 | 22 | 22 | 24 | 24 | 15 | 23 | 24  | 24 | 25 |
| Week:    | 14 | 15 | 16 | 17 | 18 | 19 | 20 | 21 | 22 | 23 |     |    |    |
| Positie: | 36 | 36 | 41 | 55 | 61 | 70 | 72 | 75 | 86 | 82 | uit |    |    |

### NederlandseNederlandse Top 40[8]
| Positie: | 33 | 19 | 15 | 11 | 10 | 8  | 8  | 9  | 7 | 4 | 4 | 6 | 7 |
| Week:    | 14 | 15 | 16 | 17 | 18 | 19 | 20 | 21 |   |   |   |   |   |
| Positie: | 13 | 15 | 17 | 20 | 30 | 33 | 37 | 40 |   |   |   |   |   |